# Vellozia peripherica
Vellozia peripherica är en enhjärtbladig växtart som beskrevs av Mello-silva. Vellozia peripherica ingår i släktet Vellozia och familjen Velloziaceae. Inga underarter finns listade.